# Edifici antiga agència de transports
L'Edifici antiga agència de transports és una construcció del municipi de Figueres (Alt Empordà) inclosa en l'Inventari del Patrimoni Arquitectònic de Catalunya.

## Descripció
Es tracta d'un edifici entre mitgeres situat al centre de la ciutat. És un edifici de planta baixa amb les obertures desordenades, la central de les quals en arc de mig punt. La façana està arrebossada i estava pintada amb elements referents al seu ús anterior, tot i que avui costen de veure. L'element més destacat de l'edifici és la testera amb una obertura amb forma de mongeta al centre. Aquesta testera arrenca de dues volutes, una a cada extrem que ascendeixen piramidal i esgalonadament, creant formes corbes fins al punt més alt de la testera.